# 中国共产党修改历史的质疑
中国共产党修改历史的质疑是指学者质疑的，中国共产党建党以来修改中国历史以及其自身党史的做法。对于这种「修改歷史史實以及相關的概念和定義」的做法，外界称之为「歷史否定主義」或「歷史修正主義」。余英時等學者稱被中國共產黨修改後的歷史為「偽歷史」。

## 历史事件

### 中国共产黨建立之日（1921年7月23日）
中國共產黨将7月1日定为中国共产党建党纪念日，而中国共产党第一次全国代表大会事实上于1921年7月23日召开。
1938年，中共抗日根据地举行纪念建党17周年活动，需要确定中共诞生的日期。中共中央决定暂定建党纪念日为7月1日。1941年6月，中共中央发出《关于中国共产党诞生廿周年抗战四周年纪念指示》，鉴于对一大的开幕日期难以查证，所以把7月的月首定为党的诞生纪念日，从而正式规定7月1日为中国共产党诞生纪念日。1970年代末期，根据中共党史研究者对共产国际等档案的考据，确定1921年7月23日为中国共产党第一次全国代表大会召开日，但中国共产党建党纪念日并未随之更改。
至於後來為什麼沒有改正日期，中共中央黨史研究室副主任章百家表示，中共歷史很多事情沒有檔案記錄，做黨史研究的人經常發現，越重要的事越找不到答案。一位要求匿名的黨史學家表示，最重要的原因是日期是毛澤東決定的。香港大學歷史學家周遜批评，這是中共如何捏造事實很好的一個例子，這一點一直不變。而身為中共中央總書記的胡锦涛卻在正式演讲使用明知錯誤的日期。

### 長征（1934-1936年）
瀘定橋戰鬥
西方媒體認為中共所述的「飞夺泸定桥」有神化與傳說的成分。邓小平也對布热津斯基承認：“嗯，在我们的宣传中那就是这样了。我们需要表达我们的部队的战斗精神。事实上，那是一个非常简单的军事行动，没什么大不了的。另一边是使用老式步枪的军阀部队，而且人数也真的不那么多，但是我们觉得必须要将此戏剧化。”北大畢業的作家孙书云採訪當年紅一師師長李聚奎，他說“泸定桥戰役沒有人們後來說的那麼複雜”，因此孙书云在书中形容，她“有受騙的感覺”。对于这场战斗，毛泽东说：“过大渡河是红军长征途中最关键的事件。如果在那里失败了，它就很可能被消灭。这种命运，在历史上早有先例（指太平天国石达开因大渡河水暴涨而渡河失败，被清军活捉，所率太平军被全歼）。”
张国焘与中央分裂的原因
長征期間，張國燾對毛澤東的黨領導權構成威脅。張國燾領導的紅軍有8萬人，而毛領導的紅軍不到2萬人。但是張國燾後來被邊緣化了。
1935年6月，張國燾的紅四方面軍抵達岷江以西的懋功，與紅一方面軍會師。6月17日，張國燾、陳昌浩反對向東向北發展的川陝甘方針，覆電中共中央，提出向西發展，「組織遠征軍，佔領青海、新疆」。8月初，一、四方面軍混編為左右兩路縱隊。張國燾率左路軍穿過松潘草地到達阿壩後，9月初拒絕繼續北上，而南下再過草地。紅一方面軍和紅四方面軍於是分裂成兩支軍隊，各奔南北。1935年10月5日，張國燾在四川馬爾康縣卓木碉另立中共中央，宣布開除毛澤東、周恩來、張聞天、秦邦憲黨籍，形成兩個中共中央。
對於分裂的原因，中國官方聲稱：1935年9月9日，張國燾“密电”原四方面軍領導人，企圖“以武力要挾”黨中央南返。前敵總指揮部參謀長葉劍英發現這份密電後，立即送達毛澤東手中。中共中央在巴西召開政治局緊急會議，決定率領一、三軍團（即一、三軍）和軍委縱隊北上。張戎認為，所謂“密电”是毛澤東編造的謊言。十八个月以后（1937年3月30日），毛才宣布说张国焘有“密电”，企圖以武力“解决”中央。在那之前，中共中央雖然决议谴责张国焘“分裂红军”，沒有在任何場合提到“密电”。军史专家夏宇立認為，至今找不出当事人葉劍英关于“密电”内容的具体说法，“密电”之说只出自毛泽东，缺乏事实根据。蘆笛指出，當時的前敵指揮徐向前說：「我們那時候軍隊有保密制度，像這樣機密的電報，是指定人譯的，譯的人就直接拿給這位首長看；叫誰譯就誰譯。這樣的電報不是一般人可以看到的，不是什麼都可以看的，這是軍隊的保密制度。張國燾發的這類電報都是指定人的，但誰譯的我不知道。有沒有這樣的電報？誰看過？我也不知道。」因此如果真有專給陳昌浩一人的“密电”，則參謀長葉劍英看不到，更不可能送達毛澤東手中。中國官媒新華網2013年10月轉載《南方週末》文章，表示不管「密電」是否存在，葉劍英都是「立了大功」。

### 抗日戰爭（1931－1945年）

#### 歪曲领导抗战的主力
1941年皖南事变后，作家海明威评论说：“为他们的党著想，中共当然要想法扩展，不管他们在纸面上接受什么领土限制。”由於中共“善於宣传，使美国对他们在抗战中起的作用，产生了名不副实的印象。中共是起了不小的作用，但是中央政府军队的作用胜过他们一百倍。”海明威还说，“根据我在西班牙的经验，共产党总是拚命给人假象只有他们在努力作战。”
2013年中華民國前行政院院長郝柏村認為抗日戰爭歷史在中共建政以後被“扭曲、埋沒”。例如淞滬會戰期間，1937年8月14日中國空軍首次空戰，擊落6架日軍飛機，而自身未有損失，國民政府因此將8月14日定為「八一四空軍節」，中國人民抗日戰爭紀念館卻沒有提到中國空軍首次空戰與勝利。
2015年9月2日中華民國總統马英九在台北纪念抗战胜利70周年讲话時，批評中共“七分發展、二分應付、一分抗日”，并在紀念抗戰時扭曲史實及抹殺國民政府在對日抗戰的貢獻。2015年9月16日，新华网发文驳斥“中共一分抗日”说法，称“轻视乃至贬低中国共产党及其所领导的八路军、新四军等武装在抗战中的重要作用，是严重背离历史实际的”。
2015年，中國抗戰七十周年系列活動主軸凸顯中國共產黨的「中流砥柱」作用，不提國民黨或國軍的貢獻。
2010年諾貝爾和平獎得主劉曉波表示：
|  | 1949年後執政的中共，一直在“歪曲”中日戰爭的歷史。在國共抗戰的歷史上，中共就是在“撒彌天大謊”。當時的日本人知道，他們的主要敵人是蔣介石而不是毛澤東，對抗他們的主力是國軍而不是共軍，日本在盟軍的打擊下被迫投降，是向國民政府而不是向中共。國軍與日軍大會戰二十餘次、較大戰鬥近五萬次、付出近500萬將士的鮮血、斃傷俘日軍近200萬；正是國軍付出了如此巨大的代價，才換來了中國成為世界四強之一的地位與聯合國常任理事國。然而，這一切在中共“偽造”的歷史中全部消失了，剩下的只是中共軍隊的「平型關戰役」、「百團大戰」和游擊戰，似乎擁有現代化的裝備和訓練的日軍是被挖地道、埋地雷、扒鐵路、割電線、伏擊戰這些打了就跑的游擊戰趕走的。 |

林和立教授（英語：Willy Lam）在華爾街日報社論對頁版對於抗日的歷史修正主義也作了相同批評。

#### 伪造战事和夸大战果
日本冈山大学姜克实教授撰文指出，中共宣传存在伪造战事和夸大战果的问题。如对平型关大捷的宣传，陆续出现了歼敌精锐之说、林彪三次赴乔沟侦查说、敌军出动飞机坦克说、大规模肉搏战说、国军的不协力或纵敌逃窜说等。中共除伪造事实，还创造出大量无中生有的歼敌数字。比如，八路军的平型关大捷（1937年9月25日，山西省灵丘县）歼敌1000名之说的实际，是日军死伤最大约240名。狼牙山五壮士（1941年9月25日，河北易县）“歼敌90名”说，实际为日军负伤1名。刘老庄战斗（1943年3月18日，江苏北部）“歼敌170-300名”说，实际为死亡2名，负伤不详。腰站阻击（1937年9月25日，河北涞源）“歼敌3-400名”说，实际死2伤7名。倒马关战斗（1937年9月)“歼敌30-100”说，实际为轻伤1名。阳明堡夜袭（1937年10月18日，山西代县）“击毁敌飞机24架”，实际为重创一架。由于日军有较严谨的伤亡统计，中共为使歼敌数字不露出马脚，常改变措辞来对歼敌数做手脚，比如伪造歼灭的“伪军”人数。

### 朝鮮戰爭（1950－1953年）
1953年7月簽定《朝鮮停戰協定》後，人民日報發表社論，主張朝鮮戰爭不是由朝鮮發動，而是由韓國與美國發動。直到1988年，中國還有大学出版的歷史書籍如此主張。2007年人民教育出版社的出版中國高中歷史教科書，則說：「1950年6月25日，朝鮮內戰爆發」，而不提戰爭爆發的原因。
聯合國大會在1951年2月1日以44票贊成，7票反對，8票棄權，通过第498號決議，認定中華人民共和國介入朝鮮是「侵略行為」，也被朝鲜民主主义人民共和国指為「美国操纵聯大」，「盗用联合国的旗帜」。1951年2月2日，中華人民共和國外長周恩來發表聲明，指責美國操縱聯合國，在沒有中華人民共和國的合法代表參加，且在超越安全理事會的許可權下，通過美國誣衊中華人民共和國的提案，「認定是非法的，誹謗的，無效的」呼籲美軍停止侵略北韓的行為，並聲稱要將“抗美援朝戰爭”進行到底。
2010年新華網專題首次承認朝鮮戰爭是由朝鮮發動，被韓國中央日報、英國每日電訊報及加拿大全国邮报報導。此文不久被撤下。
据学者考证，自90年代以来，美国和俄罗斯解密韩战的资料泄露了关于金日成如何策划朝鲜战争，关键资料证明中共对自己所扮角色之解释为不实。金日成先是50年1月赴莫斯科，其战争计划获得斯大林批准，然后再赴北京于50年5月获得中共批准，一个多月后金日成按计划在1950年6月25日發動了入侵南韓的戰爭。在苏联和中共支持下，金日成在1950年6月25日按计划发动了入侵南韩的战争，在三天之内攻下大韓民國首都汉城。
2020年10月23日，中共中央总书记习近平在抗美援朝70周年纪念大会上，发表讲话称韩战为“美国帝国主义侵略”挑起的战争。这之后美国国务院发言人欧塔加斯（Morgan Ortagus），在推特发文反驳是北韩在毛泽东支持下侵略南韩，在自由主义国家反击后中国共产党派出成千上万的部队而爆发韩战。而韩国方面在26日，在野党议员于国会对外交部国政监查会议中，质疑韩国政府没有对歪曲历史的做法进行像样的应对。外交部长官康京答复时表示，韩政府有在向中国政府明确传达韩方立场，并采取必要的措施。康京和表示，联合国安理会决议也明文指出，韩国战争是朝鲜南下侵略引发的，这是无法否认的历史事实，也为国际社会所熟知。

### 三年大饑荒（1959－1961年）
中國從1959年至1961年期間，由於大躍進運動以及犧牲農業發展工業的政策，導致全國性的大饑荒。中國政府從未直接公布非正常死亡人數，檢討責任問題，或對大饑荒道歉。Clarissa Sebag-Montefiore在紐約時報社論對頁版的評論認為，馮小剛能拍電影《一九四二》揭露國民黨統治下的飢荒，中共統治下的大饑荒在中國卻是禁忌話題，顯示出對歷史的選擇性記憶。

### 文化大革命（1966－1976年）
中共淡化毛澤東對於“文革”的責任，而將主要責任歸於“林彪、江青反革命集團”。洛杉磯加大教授宋永毅認為，中共長期掩蓋文革的歷史真相。宋永毅曾經因研究文革被中國當局判刑坐牢，對此有专家表示，中共一直篡改歷史，迫害宋是中共最近掌控歷史所使用的手段。在北京天安门广场建築面積近20萬平方米的中國國家博物館中，對於十年文革，只展示一張照片，三行字。這是中共企圖控制對歷史的話語權，對不同的歷史觀點加以壓制的結果。

### 六四事件（1989年4月15日－6月4日）
「六四事件」是被中國國家防火牆封鎖的敏感詞，更是中國大陸的禁忌話題。許多過去曾經歷抗議活動的中國民眾在政府干預之下多選擇保持沉默，且不願發表任何與六四事件有關的意見，這使得如丁子霖領導的天安門母親運動變成了少數仍堅持提及六四事件的團體。

## 历史名词

### “封建”的概念
欧洲中世纪的“封建”的特点是“领主、封臣、采邑”，这些特点与中国传统上西周的封建制基本一致，因此，清末民初在翻译西方文献时就把欧洲中世纪的制度翻译作中文的“封建”。西周的制度数千年来在中国都是称作“封建制”（「封邦建國」），秦至清的制度称为中央集权制，中央集权与封建刚好是相反的两个制度。封建主张“地方分权”，中央集权则反对“地方分权”。数千年来，这些概念绝无异议，至今台湾和世界其他国家的学者都一直如此称呼。西周的封建制早于欧洲中世纪的封建制，与马克思的社会發展五个階段理论完全不相容。马克思本人也认为五个社会發展階段仅适用于西欧，指出东亚有特殊的“亚细亚生产方式”，但这一理论从苏联时代开始被扩大到全世界。
中共上台后，为配合马克思列宁主义的社会發展五个階段理论，将秦至清的社会强行改称“封建社会”，而原本西周的封建则被强行改称“分封制”。因此出现了“在封建社会（地方分权）推行中央集权”的逻辑矛盾。將秦朝以後的中國社會稱為「封建社會」被认为是「偽歷史」。此外，封建一词又被中共加上落后、迷信等原本与之无关的特点。哈佛大學费正清指出，除了把封建和地主剝削混為一談，馬克思以proletariat形容城市沒有資本工具的工人階級，中譯卻是無產階級，也就是指窮人。結果歐洲的proletariate到了中國就變成指（鄉間）貧農。

### “民族英雄”之定義
有法輪功媒體批評中國教育部於2002年認定現代的民族觀念與宋朝當年不同（或宋朝沒有民族觀念，都是與現代不同），把岳飛、文天祥等抗金與抗蒙英雄剔出民族英雄之列，改稱為愛國英雄。
中國教育部對这些行为作出澄清，並且指出：「从50年代后期以来，在中小学的历史教学大纲和教材中，对岳飞的评价都是一以贯之的，不存在重新定义岳飞是否是“民族英雄”的问题。岳飞、文天祥在中国历史上历来被认为是民族英雄，但学术界也存在着不同的学术观点。早在50年代后期的学术界，就有学者提出称岳飞为民族英雄是否会影响某些民族的情感。由于这个问题在学术界有分歧，因此不宜把这一类的学术讨论引入中小学教学大纲和教材。实际上社会公众对岳飞、文天祥这些历史人物高尚的道德品质、民族气节始终是歌颂和尊敬的，这一点也是我们进行中小学历史教育时一直遵循的」。
台湾学者王健文和騰訊历史责编谌旭彬認為“華夷之辨”是中國古代極為重要的一套沒有民族意識存在的世界觀，古代中國發展出的“華夷之辨”自成體系，屬於一套不同於西方民族主義的世界觀。區別「華夷」的標準，在於是否遵循“禮治”以及是否接受「先進文明」（尤其是先進政治文明）的教化，而“不藉其地與其類”（與其居住地和部落族群無關）。華夏和四夷的界線不是以血統劃分，而是以文化為分別，這裡所謂文化是指生活習慣與政治形態。遼朝遼道宗亦以契丹之出身而自視為“中華”，以“禮法”、“文物”作為區分“夷”與“中華”的標準：“上世獯鬻、獫狁，盪無禮法，故謂之夷。吾修文物彬彬，不異中華，何嫌之有！”，“中華”在當時並非“民族”或“種族”概念，而是文化概念。南宋學者葉適在給皇帝的奏摺中說：“中原者我之地，中華者我之名，報復仇恥者我之義”，葉適以“中華”為南宋人命名，但其涵義，同樣與“民族”無關。學者指出，一個人是否“民族英雄”，最基本的前提是此人對“民族”必須要有“主觀認同”，然而包括岳飛在內的南宋人的“中華”是一種「文明共同體」，而非“民族（種族）共同體”；既無“民族認同”，岳飛自然不屬於“民族英雄”。
蒙元史學家姚大力認為文天祥是中國的歷史英雄，但卻並非後世所謂的「民族英雄」，認為他所以選擇慷慨赴死的理由更多基於一種王朝的遺民心態，其中沒有與新王朝勢不兩立的政治態度，更不含有後世所謂的「民族大義」：「正像元末明興這樣一個『華夏重光』的歷史時代，卻沒有結束異族統治，歌頌『民族大義』的頌歌，反而卻有底層的漢人為蒙元『異族』殉節，元遺民的事蹟提醒我們，今日人們揮之不去的民族主義意念，不是歷史上一向就存在的東西」。
中國人類學家、日本東京大學教授王柯指出：清末民初革命派的「漢奸」話語，其實是他們企圖在多民族國家的母體上，人工催生一個「漢族」單一民族國家時出現的「怪胎」。二十世紀初革命派接受近代民族主義的目的，其實不在於確認「民族」，而在於建立一個新型的國家──「民族國家」。民族不過是手段，國家才是目的。然而，因為現實的中國不可能成為單一民族國家，「漢奸」話語最終不過是強化了本來只是手段的民族意識而已。2002年末，有人以多民族國家為由表示不宜稱岳飛為「民族英雄」。對此國人表現出來的憤怒，就是近代民族主義造成國人將自己的政治認同最終歸結在民族，而不是國家的最好寫照。

### 「農民起義」的正当性
对于帝制时代引发的「民变」，历朝统治者为了维持统治，稳定底层群众，通常将责任归属视为民众的反抗，直呼反抗者为“贼”；而中国大陆教科书则站在「被压迫者」立场上改称为「起义」（与中共以工农起家有关）。四川大學歷史系教授、博士生導師胡昭曦表示：「張獻忠起義軍的打擊對象是明朝封建反動勢力，是地主、官僚以及從屬於他們的反動武裝，這有什麼不應該？當然，也要看到，農民義軍在這一過程中，不僅殺了地主本人，也往往殺了他的全部家口，打擊面很大，殺的人相當多。這是可以從農民樸素的階級仇恨和當時的歷史條件來說明的。絕不能因此而否定農民起義的革命性。」。四川學者王家楼表示張獻忠「被过去的封建统治阶级诬蔑为『杀人狂』」。
明史專家陳學霖教授批評中國史學界部分學者基於政治需要及階級斗爭意識形態的影響，美化張獻忠等人「農民起義」，作偏頗的人物評估，在學術上這種論述難以成立。四川省綿陽市社會科學聯合會主席楊培德亦指出：「在中華人民共和國建立以來的幾十年間，國內的史學界在研究評價張獻忠時，極盡美化神化之能事......，千方百計地為張獻忠屠殺無辜百姓、在四川製造無人區的罪行辯護，煞費苦心地把他打扮成高大全式的歷史人物。似乎只有這樣做，才符合馬克思主義的歷史唯物主義，而對當時的親歷者、參與者、目擊者傳下來的真實的血腥記錄，一概斥為『誣衊不實之詞』。這實際上是嚴重的意識形態偏見作怪，完全違背了馬克思主義的辯證唯物史觀，將自己陷入極左思潮而不能自拔。唯物史觀要求人們必須尊重歷史，從客觀存在的歷史事實出發，得出科學的合乎歷史實際的結論，而不是帶著意識形態的偏見，對歷史事件和歷史人物任意塗抹。」

### “新三民主义”的真伪
“三大政策”最早是由鲍罗廷所提出，随后中共中央特别会议奉令结合联俄、容共、扶助农工定为三大政策。
1940年2月，毛泽东发表《新民主主义论》。文中称：“这种新时期的革命的三民主义，新三民主义或真三民主义，是联俄、联共、扶助农工三大政策的三民主义。没有三大政策，或三大政策缺一，在新时期中，就都是伪三民主义，或半三民主义……”“革命的三民主义，新三民主义，或真三民主义，必须是联俄的三民主义；如果没有联俄政策，那就必然是联帝政策。如不联共，就要反共。不要农工政策，那就是准备革命失败，也就是准备自己失败。”
国民党方面则始终否认有“新三民主义”这个概念存在过，在现今可以查阅到的国民党方面保存的所有文件里也找不到关于新三民主义的记载。孙中山病逝前关于三民主义的演说也未有提及新三民主义。
国民党历史学家崔書琴：「過去，中共常說只有他們才是三民主義的繼承者；他們提出了一種『革命的三民主義』，使其有別於『舊有』的三民主義。將聯俄、容共與農工的『三大政策』作為『革命的三民主義』的內容。他們藉口孫中山先生說過共產主義是民生主義的好朋友，來譴責三民主義的忠實信徒不應該反共。尤其是宋慶齡最常利用前面所引的遣教，來為投靠中共與俄帝做辯護」。
中国大陆历史学家林家有、周興樑也認為，三大政策的概念是由共產黨人率先使用的，並非出自孫中山本人。

## 历史人物

### 董存瑞
1954年电影《董存瑞》的导演郭维在2006年7月出版的《大众电影》第8期发表了题为《〈董存瑞〉：“真实”创造的经典》的访问记，84岁的郭维在文章中强调：“没有人亲眼看见董存瑞托起炸药包的情景。”几天后，8月19日，在中国中央电视台电视专题片《电影传奇——董存瑞》中，接受访问的郭维证明“董存瑞的英勇献身”是事后推测出来的：“以后怎么知道、确定他（董存瑞）是托着炸药包炸的呢？最后有人建议挖这个桥底下。结果最后挖到一定深度的时候，挖出一个袜底来，就是董存瑞媳妇给董存瑞缝的。班里的同志都知道，这是董存瑞的袜底。这么确定这是董存瑞……”知情人说，郭维老人之所以要在生命的最后日子再次披露许多人还不知道的秘密，一是因为2007年是“反右”五十周年纪念，郭维作为一个1957年的“错划右派”，他相信只有用坚持说真话才能真正永远记取“反右”教训；二是“人之将死，其言也善”，85岁的郭维再不还历史以真相，就没有机会了。
郭维的爆料引起董存瑞生前战友和亲属的强烈不满，并且提出诉讼，并根据当年董存瑞所在部队司令的回忆录等几本著作论证炸碉堡的真实性。2006年《新京报》《董存瑞炸碉堡遭"戏说" 老战友作证称曾亲眼目睹》一文中，当年董存瑞所在六连蹲点的师宣传干事程抟九、时任董存瑞教导员的宋兆田证实了英雄的事迹。2007年5月24日，董存瑞名誉权案在北京市朝阳区人民法院第一次开庭，有董存瑞部队程抟九、宋兆田和肖泽泉三位高龄战友等人出庭，北京青年报副刊《青年周末》记者颜雪岭有《董存瑞之妹:30多人能作证他舍身炸碉堡》一文记述有关详情。2009年6月被告方欲和解，在北京市朝阳区法院调解下，双方在2009年11月初达成和解，以被告郭维及《大众电影》发表對王寶強的專訪文章（王在《為了新中國前進》中飾演董存瑞）及赔付费用人民幣3.5萬元结束。此案引起注意的还有网友“文存”被起诉的事件，他于2006年9月在铁血论坛发帖《进一步玷污董存瑞的人是不自量力的最后挣扎》而被中国电影家协会在2007年3月起诉。
《炎黄春秋》2007年11期刊登谢文清的文章《我在解放战争中的三年采访》，其中写道，“董存瑞是因为没能及时撤出而牺牲的。”

### 邱少云
邱少云幼年父母双亡，成为孤儿。13岁的他迫于生计成了雇工，后被川军刘义的18团給捉伕当了兵。1949年12月，解放军入蜀，占领大西南。成都战役后，川军覆灭，他被补进了当时的人民解放军第10军29师87团9连。邱少云在被补进解放军之前曾当过一年零四个月国军士兵的历史常常被后来的报道所回避。据邱少云的弟弟邱少华回忆，邱少云是1949年被国民党抓走的，有一天还托人捎信来，说想吃家乡的回锅肉。后来，邱少华听说二哥以“解放战士”的身份参加了解放军，这段国军中的经历在小学课本的课文中未曾提及。
中华人民共和国的小学教科书曾收录一篇文章《我的战友邱少云》作为课文，文章写道：1952年10月11日夜，邱少云所在部队在朝鲜平康以南铁原东北平康联合国军前哨阵地391高地执行战斗任务。邱少云及其战友500余人在敌阵地前沿的草丛中潜伏。12日12时左右，美军向邱少云潜伏地发射燃烧弹，其中一发落在他潜伏点附近，火势蔓延到他身上，但邱少云为了不暴露部队埋伏的地点，他忍受着剧痛，坚持不动，虽然邱少云身后就是一条水沟，纹丝不动，直到牺牲。
阿波羅新聞網老薩提出，邱少云被烧死的情节并不符合生理学和其他常识，即人体在受到剧烈刺激时会产生意识无法控制的神经性痉挛；人体含有油脂，被点燃后火势明显会比杂草旺很多并冒出黑烟；随身携带的弹药会在烈焰中爆燃。但邱少云的排长曾纪回忆称邱少云当时的任务是剪断铁丝网，身上并未携带爆破筒。
对于网络上出现的大量质疑邱少云英雄事迹的言论，邱少云纪念馆馆长王成金指出：
- “为什么邱少云能在烈火焚烧中纹丝不动？”

虽然无法考证邱少云被大火、浓烟包围后，是否因浓烟导致窒息、昏迷，也无法得知邱少云牺牲的确切时间，但邱少云纪念馆馆长王成金表示，有一点是确凿无疑的：从燃烧弹落在邱少云身边，到被烈火包围整个身体的这个时间段，邱少云还活着，并且意识清醒。“邱少云以常人难以想象的强大意志，承受着肉体被焚烧的剧痛。”王成金说，“是因为有严明的纪律观念在支撑着他，直至生命结束。”虽然，烈火在邱少云身上一直烧了半个多钟头才渐渐地熄灭，但“邱少云烈士被大火烧着不久，就因为吸入大量浓烟窒息死亡了。”
- “为什么在烈火焚烧之后邱少云身上的弹药没有爆炸？”

王成金说，经寻访邱少云生前战友了解到，在战斗结束后，战士们搬动邱少云遗体时，发现子弹、手榴弹被遗体死死压在泥草地上。“据邱少云战友推测，邱少云为了不暴露目标特意将子弹、手榴弹压在身下。”王成金说。

### 黄继光
1952年10月21日，据新华社的通讯稿《马特洛索夫式的英雄黄继光》，1952年10月19日，根据战地目击者的描述，黄继光在中国人民志愿军的进攻部队受到机枪巢火力压制的时候负责爆破任务，他投掷了一枚手雷，但由于机枪巢火力太大，只炸毁了半边机枪巢。当进攻部队趁势发起冲击时，残存机枪巢内的2支机枪又突然疯狂扫射，志愿军进攻部队的冲锋受到阻止。这时，黄继光再次负伤倒下。天就要亮了，这时黄继光身边已无弹药，身体又多处受伤，最终他顽强爬向火力点，用身体挡住了2支机枪枪口使得后续部队能够攻下高地。
吴谷平曾在新闻记者网中撰文写到，新华社的通讯稿《马特洛索夫式的英雄黄继光》中提及黄继光“四十分钟的期限快到了，而我们的突击队还在敌人的火力压制下衝不上来。后面坑道裡营参谋长在望着他，战友们在望着他，祖国人民在望着他，他的母亲也在望着他，马特洛索夫的英雄行为在鼓舞他。”等心理活动的语句，记者是不可能采访到的，他认为这是通讯记者“合理想象、拔高典型”。

## 史學相關問題

### 中共黨史
西方學者對於中共黨史，普遍認為1976年之前中國的黨史研究是單調刻板的宣傳，而1979年之後的黨史研究則有學術價值。但也有學者認為中國的黨史研究始終沒有擺脫單調刻板的問題。何方指出，偽黨史的源頭，是延安整風運動產生的「黨史編纂學」，阮銘稱為黨史偽造學派，奉毛澤東、陳云、鄧小平等人之命偽造黨史。中國民间在1990年代之後對党史研究的进展，則推动中共官方不断修正過去党史中的錯誤。
中国共产党在建黨90年後的2011年，官方終於出版了1949-1978年的黨史《中国共产党历史》第二卷（1949-1978）。本書四年完成初稿，重大改寫四次，經過64個政府與中共組織審核，包括曾慶紅、胡錦濤、習近平都明確指示修改，政治局經過十二年才同意定稿，共歷時十六年。中共黨史專家楊奎松對此書不屑的說：這都是政治與宣傳，我沒有興趣。哈佛大學文革史專家馬若德教授說：有個關於共產黨的老笑話，馬克思主義者可以預測未來，但預測過去有困難。又說：共產黨重視歷史，因為它為現狀找到藉口。過去犯的錯誤，現在要找到理由辯解。本書資深編輯石仲泉表示，本書最敏感難寫的部份，是從毛澤東發動反右運動開始的十年歷史。習近平的父親習仲勛在這段期間被毛澤東打倒，本書將此錯誤歸罪於康生。石仲泉說：你無法攻擊毛澤東，而不攻擊中國共產黨。

### 國民政府與中國國民黨
中华人民共和国政府在新聞報道和教科書中贬低中国国民党的形象，如称其在抗战期间「消极抗日，积极反共」，说蒋介石在抗日时“上山享福，下山摘桃”，对1948年的行憲與中华民国宪法及行憲後由國民政府改組的中華民國政府也一度以「伪」或繼續使用國民政府而非中華民國政府稱之。到近年两岸关系缓和之后，才开始出现转变。但即使不称其为“伪”，也以“一个中国”原则为由禁止称呼其正式名称。

#### 中美合作所
中美合作所是1943年4月中華民國與美利堅合眾國两国出于抗日目的，为收集交换军事情报、探测气象情报、训练游击部队而设立的军事合作机构。中美合作所是一个为抗日服务的军事合作机构，对抗战胜利作出过极大贡献。中美合作所从未以反共为目的，中共数十年宣传使其在中共的史觀中具有「反共」的意義。
中共当政后，中国大陆出现了“中美合作所集中营”的稱呼。这个名字，最早见于1956年8月16日四川省人民委员会公布的一批文物保护单位的名单里。它主要指位于重庆西北郊歌乐山与磁器口之间，占地约5250亩的一片地区。但事实上，中美合作所只和白公馆、渣滓洞有部分空间上的重叠，时间上仅有很短时间的重叠，而且就时间和空间上的重叠来讲，目前也没有证据说明关押、刑讯政治犯和中共党员与中美合作所有关系。
中華民國政府在遷臺前，实施了对部分被关押的中共政治犯的集体处决，这被中共称为“中美合作所大屠杀”。而事实上关押政治犯的地方，是白公馆和渣滓洞等地。所以，中美合作所背负了本不该承受的集中营恶名。这使得在1949年后，很多中国大陆人对中美合作所的主观印象倾向负面。
沈瑜總結台海兩岸與美國對中美所歷史的扭曲，表示美國從70年代起才開始對它的學術研究，如費正清等人，不重視它對二戰的貢獻，而將它視為基於意識形態偏見與對美國利益的狹隘定義而干涉別國內政的先例；中華民國撤退到台灣後，以它作為中美合作抗日的象徵；中共早期將它作為國民黨殘殺的象徵，以襯托中共新政權的進步，在朝鮮戰爭爆發後，則作為反美反蔣的教材，而在改革開放後，中共「清除精神污染」與「反對資產階級自由化」時，還是以它作為警惕外國勢力干涉中國的例子。中共宣傳基於政治需要操弄歷史，抹去了中國人對於這一段歷史的記憶。客觀的研究中美所歷史，要描述其歷史角色與現代的回憶。

### 东北边疆历史与现状
中華人民共和國的做法
中华人民共和国建国初期，因当时的政治环境及高句丽历史在中国历史上的份额不足，没有强调高句丽是中国历史这一看法，但也从来没有否认这一点。事实上，于1954年开始编撰到1973年出版的《中国历史地图册》（统一书号：12178•017）中，高句丽就已经被认作为中国的历史政权。这一看法也被1978年出版的《世界古代中世纪史》和1985年出版的《世界中世纪史》以及后来中国歷次出版的历史地图册及教科书所继承。
主编《中国历史地图集》的谭其骧认为：“历史上的高（句）丽最早全在鸭绿江以北，有相当长一个时期是在鸭绿江、图们江南北的，后来又发展为全在鸭绿江以南。当它在鸭绿江以北的时候，我们是把它作为中国境内一个少数民族所建立的国家的，这就是始建于西汉末年，到东汉时强盛起来的高句丽，等于我们看待匈奴、突厥、南诏、大理、渤海一样。当它建都鸭绿江北岸今天的集安县境内，疆域跨有鸭绿江两岸时，我们把它的全境都作为当时中国的疆域处理。但是等到5世纪时它把首都搬到了平壤以后，就不能再把它看作中国境内的少数民族政权了，就得把它作为邻国处理。不仅它鸭绿江以南的领土，就是它的鸭绿江以北辽水以东的领土，也得作为邻国的领土。”。
2002年2月，由中国社会科学院和东北三省相关学术机构及大学联合组织的大型学术项目“东北边疆历史与现状系列研究工程”正式启动。參與該項研究計畫的社科院研究員李大龍、馬大正和厲聲指出：「有鑑於高句麗存在的七百多年間，其主要活動範圍都在中國中原王朝管轄地區，並與中原王朝保持著隸屬關係，高句麗政權的性質應是受中原王朝制約和地方政權管轄的古代邊疆民族政權。」。
歷史教科書問題
南北韩学术界认为中国的东北工程将朝鲜半岛历史的高句丽列为中国历史，是中国民族主义发展的结果，利用学术搞政治，并认为中国“自古”就承认高句丽为朝鲜历史。不过朝鲜和韩国方面，却在历史书中将传说的檀君等说成史实，大力宣扬韩国起源论。
韓國外交通商部長官潘基文2004年表示：「韓國政府會阻止北京例如修改教科書等扭曲歷史的企圖。」2004年8月23日，中國外交部負責亞洲事務的副部長武大偉表示不會將南韓方面所稱「歪曲的高句麗史」編入教科書，但不同意恢復中國外交部網頁中被刪除的高句麗歷史介紹部分內容。
韩国初高中韩国史教材从2011年起完全使用审定教科书。2015年11月3日，韓國政府確定在初高中歷史課目中恢復使用國定教科書（名曰「正確的歷史教科書」），並對外進行了公告，但在韓國在野黨和民間引發了激烈的反對。一些學生和市民走上街頭抗議示威，各大市民團體也發佈了反對聲明。根據韓國政府的告示，韓國政府將正式開始編寫、製作國定教科書，計劃于2017年初發行。教科書將由首爾大學、梨花大學等6至7名教授負責編寫，總編寫人員將達到36人。

### 1959年前的西藏歷史
中華人民共和國政府認為：西藏在1959年土地改革前是一個農奴制的社會，中國解放軍進入西藏，是把西藏從落伍的制度解放出來。反對的學者認為這是一種「歷史修正主義」，但大多重点只能放在农奴制的残酷性而不是真实性上。哈佛大學學者Tashi Rabgay表示，把旧西藏描寫成「由地主與農奴組成的封建社會」是歷史修正主義，不符合事實；原先的西藏也有商人，牧民，貿易商，自耕農，獵人，土匪，出家人，音樂家和藝術家。Mikel Dunham人認為1963年中國人民解放軍八一電影製片廠拍攝的電影《農奴》中的歷史修正主義至今依然存在。
澳洲國立大學的 John Powers 教授以圖表比較中共與藏人行政中央（西藏流亡政府）形容1959年前的西藏時所使用的關鍵字，並且指出兩方的論點各有矛盾之處:x-xii：
| 中共（描述社会底层的印象） | 藏人行政中央（描述统治阶级的印象） |
| -------------------------- | ---------------------------------- |
| 酷刑                       | 滿足                               |
| 壓迫                       | 快樂                               |
| 生活痛苦                   | 貧窮                               |
| 悽慘                       | 平和                               |
| 難以置信的野蠻             | 令人愉悅                           |
| 殘酷                       | 善良                               |
| 未開化                     | 溫暖                               |
| 夢魘                       | 滿意                               |
| 人間地獄                   | 美麗的國家                         |
| 奴役                       | 自由                               |
| 最黑暗、反動               | 覺醒                               |
| 黑暗、殘酷、野蠻           | 一貫祥和                           |
| 不人道的政治壓迫           | 仁慈的                             |
| 像牲口一般工作             | 悠閒的工作                         |
| 封建農奴制                 | 沒有階級制度                       |
| 神權政治                   | 宗教虔誠                           |
| 獨裁                       | 達賴喇嘛政府                       |
| 奴隸主                     | 沒有優越感或自卑感                 |
| 吸血剝削                   | 沒人管                             |
| 疾病蔓延，早死             | 無人餓死                           |

### 《清史》书稿修改问题
《华尔街日报》报道称，中国政府投入了大量的人力物力来起草一部关于清朝历史的官修正史。去年，习近平支持的一位高级历史学家在内的中共多位审稿人对《清史》书稿提出全面批评，批评集中于政治问题，认为该书稿严重偏离官方观点，“没有为人民说话”，要求进行修改，使其更加符合习近平的未来愿景。该项目的审稿人员由中国社会科学院和中国历史研究院组成，习近平要求要确保“质量第一，精益求精，严格把关”。

### 地方志修改问题
《中国季刊（The China Quarterly）》刊文《Making Local Histories: The Authenticity and Credibility of County Gazetteers in Communist China》指出，中国现行的地方志在编纂的过程中对部分内容，如政治运动等，进行了严格的审查，对敏感问题进行系统性的规避，对政治运动中的伤亡人数选择不记录或者少记录。另，特别强调毛泽东时期政治运动中的成就，避免人为的政治错误。针对统计数据亦进行了修改，一是删除或混淆政治事件和运动中死亡和伤亡的统计数据，包括使用模糊的文字描述而不是确切的数字；二是对政治事件敏感段落的截断和删除，包括派系斗争、迫害当地知识分子、推翻地方政府、军事接管和地方暴力的描述；三是对敏感事件和指责对象的叙事视角的操纵和偏转。

## 中華人民共和國歷史教科書問題
紐約時報2004年的文章指出，「中國的高中歷史教科書不忠實於歷史，越近代的歷史越扭曲。教科書扭曲歷史事實的例子如：不提大躍進造成了中國約三千萬人死亡；說抗日戰爭勝利的根本原因是中共成為國家統一的核心力量；說新中國從不侵略外國，只進行自衛，無視中國1979年發動對越戰爭，1950年入侵西藏；不提六四事件。」
《紐約時報》報導，「2006年上海市的新版中學教科書並沒有修正許多對於近代史的扭曲。」上海新版教科書不談階級鬥爭和鎮反運動，上海大學歷史系朱學勤教授認為，體系上是非常大的進步，用文明史來代替階級鬥爭史，用社會生活的變化來代替王朝體系的演變，用文明來代替暴力，用普通人生活的演變，來代替帝王將相的歷史。余英時教授則認為，這是抹殺了歷史，把歷史包括共產黨犯的很多大的錯誤，像大躍進、文革、傷害幾千萬人的事情也都避而不提。學生無法通過這套歷史書，對中國的近現代史有一個客觀的瞭解。
在宁波诺丁汉大学教授歷史的Sergey Radchenko於2011年表示，上他課的中國學生對中國近代史所知不多，知道的也是官方說法。當诺丁汉大学的老師要進口史景遷的《追尋現代中國》當教科書時被海關扣留，海關說要把六四事件照片等禁忌題材剪掉才能過關。
《基督教科學箴言報》在2013年「毛誕」前報導，「看了中國教科書，就能了解為什麼中國人對中國歷史無知。教科書強調『毛澤東是革命家』，對於大躍進與文革等造成幾千萬人死亡輕描淡寫。一本中學教科書描述毛澤東『在探索社會主義建設的過程中，犯了左的錯誤』。這種說法讓那些對毛澤東的所作所為有深入瞭解的人覺得恐怖。一位父親當年受到毛澤東整肅的音樂家說，『說錯誤是避重就輕。在我看來，毛犯了反人類罪。』」
某些西方學者研究中國初中歷史課程，認為：「改革開放後，雖然課程內容還是由意識形態與政治目的主導，與毛時代相比，已經有進步。」
華盛頓郵報引用紐約時報的文章，批評道：「中國在指責日本歷史教科書失實時，中國的歷史教科書也失實。而中國只有一個版本的歷史，修不修改由中共決定，這與日本不同。」
曾任歷史教師的袁騰飛在講課中曾說：「中國歷史教科書真實率低於5%。」他的講課視頻在網路上公開后，引发各立场网友的争议。

## 對中共修改歷史的評論
中國大陸地區的历史观基于马克思列宁主义的歷史唯物主義，这使得持不同政见者在一些历史事件中的观点与中国大陆的主流观点相左。他們包括，其他历史学派的学者、不认同该理论（历史唯物主义）的科学家、自由主义者、民主主义者、人权活动家、“唯心主义”知識分子以及在各种政治运动中受害者。其中，对近代史，特别是1949年后的历史，争议最多。甚至历史唯物主义本身也被其中一些人质疑。

### 美國
柏克萊加大新聞學院院長夏偉 (1940年)教授在討論《天安門文件》真偽時说：「馬列主義政府經常大膽修改事實，有時甚至偽造紀錄，以讓歷史為其利益服務。」
费维恺教授等認為，1950與1960年代的中國史學研究從研究「實際發生了什麼事」變成「證明應該發生什麼」（階級觀點），歷史淪為政治活動。對於中國通史的歷史修正主義，目的是以馬克思主義來解釋中國歷史。
John Powers教授指出，毛澤東主張「古為今用」，歷史要為中共當前的政治需要服務，在中共統治下幾乎沒有「為歷史而歷史」的說法，歷史學家的研究不准挑戰中共訂出的歷史觀點。然而任何历史研究都很难摆脱作者时代的偏见。
德州大學奧斯汀分校李懷印教授在《重構近代中國:中國歷史寫作中的想像與真實》認為，中國大陸從1949年後受意識型態主導，普遍歪曲或隱瞞歷史。
曾任《新聞自由導報》總編輯的吳仁華認為，「中國共產黨的政權能夠維持，很重要的一個因素是隱瞞歷史和扭曲歷史。」
2008年时，Mikel Dunham等人認為1963年中國人民解放軍八一電影製片廠拍攝的電影《農奴》中的歷史修正主義至今依然存在。

### 中國大陸

#### 學者
上海交通大學歷史系的劉統教授讀了中國軍事科學院的檔案後，發現，「中共的歷史有兩個版本，一個是教育群眾用的，比如高中的教材、大學的黨史課等等；還有一個是真正的歷史，那是藏在中共檔案裡，或是當事人口口相傳的。」
复旦大学中国历史地理研究中心主任葛剑雄教授表示，「深入探討毛澤東、鄧小平，或國共內戰的歷史在中國還是禁區。」「歷史在中國還是政治的工具。」
上海師範大學蘇智良教授主編過上海市歷史教科書，他表示：「有時候也想寫史實，但是他必須採取實際的方式。也許十年後，中國會變成更開放的國家。」
中央黨校老教授杜光接受訪問時表示，「大陸掩蓋歷史真相的一些偽歷史，不應擴散到香港。」

#### 政界人士
前中共總書記趙紫陽的政治秘書鮑彤之子鮑朴表示，「中共不需要客觀的歷史。中共基本的想法就是：歷史可以被改寫，作為國家的工具。但這需要不斷的鉗製言論。」
曾任解放軍總參謀長黃永勝表示：「文化大革命？老家的話講，叫七門八路！我自己都不清楚是怎麽回事，我怎麽講得清楚？（黃永勝停了一下）黨不讓你清清楚楚，你自己就講不清楚；要讓你清清楚楚，你不講也會叫人幫你寫得清清楚楚。你寫了，他不需要就沒有用，等人家需要了發表出來，不過又是個政治需要。我們個人不寫也罷！」
曾任《人民日報》總編輯的胡績偉認為，「鄧小平堅持反右派鬥爭是正確的，就使揭露反右派鬥爭的真相和深入研究成為政治上理論上的禁區；堅持高饒事件不能平反，設置了黨史研究的又一個禁區；堅持為劉少奇平反是恢復毛澤東思想的本來面目，只是「四人幫」的罪行，而沒有毛澤東的責任，這樣禁止深入批判毛澤東本人的錯誤路線，為國史、黨史、軍史研究設置了延續至今的政治禁區。」

#### 民运人士
台灣客座助理教授王丹表示，「中共統治下，有太多的歷史真相被掩埋了。整個中國現代史，將來都會重寫。」
曾任《新聞自由導報》總編輯的吳仁華認為，「中國共產黨的政權能夠維持，很重要的一個因素是隱瞞歷史和扭曲歷史。」

### 臺灣
中央研究院院士、普林斯頓大學教授余英時表示：「中國大陸從1949年到現在沒有歷史，有的『歷史』都是假歷史，是為了政治宣傳而造出來的偽歷史。要揭穿偽歷史，只有將來學術完全自由以後，資料開放，根據原始資料說話才可以。」

### 回應
2013年1月，習近平提出「兩個不能否定」，稱不能否定改革開放前後的兩段歷史，引發爭議。又於2013年內部講話談到前蘇聯解體的教訓，是「全面否定蘇聯歷史、蘇共歷史、否定列寧、否定斯大林，一路否定下去，搞歷史虛無主義，思想搞亂了」。2013年5月由中共中央辦公廳印發給「市地師級」執行的9號文件，將「歷史虛無主義」列入中國社會中七股威脅中共權力的潮流之一。文件稱：「歷史虛無主義以“重新評價”為名，歪曲黨的歷史和新中國歷史。...否定已有定論的歷史事件和歷史人物，貶損革命前輩，詆毀黨的領袖。」
之後中央黨校出版的理論雜誌《求是》，將「歷史虛無主義」解釋為「還原歷史」、「重寫歷史」、否定黨史、國史的主張。
中国社会科学院世界历史研究所的陈之骅在《人民日報》發表文章，認為目前流行的历史虚无主义，以“还原历史”或“重新审视历史”为理由，否定革命，特别是无产阶级的革命斗争，否定共产党领导的社会主义制度。
陈之骅認為，「歷史虛無主義」不是要「虛無」所有的歷史，修正主義者要「虛無」的是社會主義歷史，要樹立的是資本主義歷史。中國社會科學院前副院長李慎明以反「歷史虛無主義」為名，否認毛澤東發動大躍進餓死三千萬人。中山大學教授袁偉時對中國歷史教科書史實錯誤的指責，也被中央宣傳部的雜誌指為「歷史虛無主義」。

### 對「歷史虛無主義」的評論
「歷史虛無主義」是中国共产党提出的政治名词，源于最早由德国哲学家弗里德里希·海因里希·雅各比引入哲学领域的“虚无主义”（nihilism）一词。专指对中国共产党领袖、「英雄」人物、历史地位，以及唯物史观、社会主义制度等的否定。
封從德博士認為，「揭示毛時代真相，正是破解歷史虛無主義。批毛不是歷史虛無主義。中共的『反对历史虚无主义』，是為了掩盖历史真相。」
王犖倫認為，「中共官媒所說的『歷史虛無主義』理論上是荒謬的，研究歷史無論採用什麼歷史觀，都必須以事實為依據，不可能把全部歷史事實『虛無』。中共官媒所說的『歷史虛無主義』，是指研究歷史得出的結論與中共官方的觀點不一致；是把學術問題政治化，將不同的學術觀點上升到意識形態鬥爭。」

## 延伸阅读
- 斯洋. . 美国之音. 2021年6月3日.
- 斯洋. . 美国之音. 2021年6月6日.
- 斯洋. . 美国之音. 2021年6月15日.
- 斯洋. . 美国之音. 2021年6月20日.
- 斯洋. . 美国之音. 2021年6月29日.
- (PDF).
- 蘆笛. . 明鏡出版社. 2010年1月1日. ISBN 978-962-8744-20-6.
- 王宏志. . 牛津大學出版社. 2000. ISBN 0-19-590070-7.

 本文全部或部分内容来自美国联邦政府所属的美国之音网站。根据版权条款（英文）和有关美国政府作品版权的相关法律，其官方发布的内容属于公有领域。